# Hella Roth
Hella Roth (* 21. September 1963 in Stuttgart; nach Heirat: Hella Großmann) ist eine ehemalige deutsche Hockeyspielerin und Olympiateilnehmerin.

## Karriere
Hella Roth wechselte 1983 von den Stuttgarter Kickers zum Kölner HTC Blau-Weiss. Mit den Kölnerinnen gewann sie 1985 die Deutsche Meisterschaft im Hallenhockey sowie 1986 und 1987 die Deutsche Meisterschaft im Feldhockey.
Die Abwehrspielerin debütierte 1982 in der deutschen Hockeynationalmannschaft. Sie belegte bei der Weltmeisterschaft 1983 den vierten Platz. Im Mai 1984 wurde in Lille die erste Feldhockey-Europameisterschaft der Damen ausgetragen, nach einer Halbfinalniederlage gegen die Niederländerinnen siegten die deutschen Spielerinnen im Spiel um Bronze gegen die Britinnen. Zwei Monate später besiegten die Niederländerinnen die deutsche Mannschaft bei den Olympischen Spielen in Los Angeles mit 6:2, die deutsche Mannschaft gewann Silber hinter den Niederländerinnen und vor den US-Amerikanerinnen. 1985 stand sie in der siegreichen Mannschaft bei der Europameisterschaft im Hallenhockey. Im Jahr darauf gewann sie bei der Weltmeisterschaft 1986 erneut Silber hinter den Niederländerinnen. Insgesamt wirkte Hella Roth von 1982 bis 1987 in 83 Länderspielen mit, davon 5 in der Halle.